# Zrzeszenie Regionalne Kaszubów
Zrzeszenie Regionalne Kaszubów – organizacja społeczno-kulturalna o ambicjach oddziaływania także na realia gospodarcze, powołana do życia 18 sierpnia 1929 w Kartuzach, w celu przeciwdziałania dyskryminacji Kaszubów przez władze centralne II Rzeczypospolitej i ludność napływową na Pomorzu oraz neutralizowania wpływu propagandy niemieckiej kierowanej do Kaszubów.

## Historia
Organizacja powstała z inicjatywy młodych nauczycieli. Funkcję prezesa pełnił kaszubski pisarz Aleksander Majkowski, wiceprezesem był Aleksander Labuda, a sekretarzem Jan Trepczyk.
Organem prasowym Zrzeszenia było pismo Zrzesz Kaszëbskô, założone w 1933 roku.
Wśród członków założycieli znajdował się m.in. Wacław Szczeblewski.
Członkowie Zrzeszenia są w literaturoznawstwie kaszubskim i publicystyce historycznej zwyczajowo określani są jako Zrzeszeńcy, choć termin ten ma szerszy zakres ze względu na to, że przetrwał dłużej niż sama organizacja.

## Pokłosie
18 sierpnia na pamiątkę powołania Zrzeszenia Regionalnego Kaszubów ludność kaszubska obchodzi Święto Flagi Kaszubskiej. Uroczystość zainicjowana została w 2012 roku przez wspólnotę Kaszëbskô Jednota.